# 赵连海
赵连海（1972年5月21日—），北京人，是一个儿童腎结石患者的父亲，三聚氰胺毒奶受害者集体维权联盟“结石宝宝之家”的发起人。他曾在电视台、国家工商总局的广告公司、国家质检总局的《中国质量报》等多家媒体工作过多年。2010年他被以寻衅滋事罪判处有期徒刑两年半。
2010年12月24日，中國廣州的《時代周報》評選「2010最有影響力的時代100人」，趙連海獲評為「民間十大人士」

## 经历
2008年9月20日其子被发现左肾有2毫米结石。赵连海以民间网站“结石宝宝之家”的形式调查、公布2008年中国奶制品污染事件相关信息，号召中国大陆因奶粉三聚氰胺事件而患结石的孩子家长联合起来进行合法维权诉讼。

## 逮捕
2009年11月13日，赵连海因涉嫌寻衅滋事罪被刑事拘留。12月17日，经北京市大兴区人民检察院批准，被逮捕。 2010年2月3日，国际特赦组织决定介入此案，努力营救赵连海。
北京公安局大兴分局在起诉意见书上说，赵连海利用三聚氰胺毒奶粉事件“在互联网上恶意炒作”，并“煽动纠集”群众到河北石家庄法院及北京大兴区及丰台区等地，以喊口号和进行“非法聚会”方式严重扰乱社会秩序。起诉意见书上又说，赵连海炒作为安徽女访民李蕊蕊被强奸而与维权人士刘德军、肖勇等人到北京市公安局报案的事，“纠集”群众和境外媒体记者到公安局外聚集扰乱社会秩序，因而建议检察院将他起诉。
2010年3月30日，北京市大兴区法院秘密开庭审理，赵连海妻子李雪梅和年幼的儿子前往法庭，但被拒绝入内。赵连海戴着脚镣接受了五个多小时的审判，而手铐则在律师的抗议下得以取下。
2010年11月10日，赵被北京市大兴法院以寻衅滋事罪一审判处有期徒刑两年半。同月22日，律师李方平与彭劍前去大兴看守所看望赵连海被拒绝，收到一张署名赵连海的字条，称解除两人代理委托。

### 保外就医
据德国之声2010年12月28日报道，赵连海博客发帖，称已保外就医。
报道说，赵连海在牛博网上创办的“结石宝宝之家”博客12月28日发表一则帖子写道：
|                          | 我现在保外就医，在医院治疗并声明拒绝与任何人接触及打扰我的家人，我要过一个正常人的生活。希望关注我的人不要再就我的事情多谈，我希望我的事情能尽快淡下去，这样才有利于国家与社会，也有利于我的家庭。本人认同司法机关对我的刑事处罚，希望其他人不要就此事再多谈什么。本人支持认同并感谢政府，并就以往对政府的过激言论深表歉意。特此声明。 |
| ——赵连海，2010年12月28日 | |

据美联社报道，该博客网站的管理员表示，无法确认这一帖子是否由赵连海本人自愿发出。德国之声记者尝试与赵连海的妻子李雪梅联系，但她的手机处于关机状态。
2011年4月5日，赵连海重新在其Twitter上发推文：
|  | 我是赵连海，首先向所有的朋友致以最诚挚的问候！并向所有曾经关心关注帮助过我及我的家庭的所有朋友们致以最诚挚的感谢！今天的我很惭愧，我很惭愧我今天才正式公开出来说话，但不论如何，我必须要说话，我不能沉默，我们也拒绝沉默！ |

之后他继续发推文，呼吁当局释放艾未未。 4月6日凌晨，赵再在Twitter留言，称一名负责他的官员刚来电，近日要约他谈话，他估计「也许就在今天天亮以後」。他表示，即便因此要结束与家人团聚，继续接受监狱生活，「我们別无选择」。

### 言论管制
中国大陆网络媒体播发该案报道者限制網友評論，或者报道后随即删除， 而个人张贴的相关资讯则被迅速删除，例如香港艺人梁詠琪在其新浪微博上转贴报道旋即被删除。

### 被监控
据到北京市大兴区团河苑小区探望赵连海的人士透露，赵连海至今依然被严密监视，团河苑小区依然有警方以及居委会派驻的大量监视人员在监视他。赵连海居住的小区也进行了全方位的封闭式管理，进出小区检查都很严格，尤其是在赵连海家的楼下，安装了大量的高清摄像头。赵连海对朋友透露汽车曾被安装跟踪器，被维修工人修理汽车时才无意发现。